# Max Rieger
Max Rieger (ur. 10 lipca 1946 w Mittenwaldzie) – niemiecki narciarz alpejski reprezentujący barwy RFN. Na igrzyskach olimpijskich jego najlepszym wynikiem było 5. miejsce w gigancie na igrzyskach w Sapporo. Na mistrzostwach w Val Gardena w 1970 r. był czwarty w gigancie i kombinacji. Najlepsze wyniki w Pucharze Świata osiągnął w sezonie 1969/1970, kiedy to zajął 15. miejsce w klasyfikacji generalnej.

## Sukcesy

### Puchar Świata

#### Miejsca w klasyfikacji generalnej
- 1969/1970 – 15.
- 1970/1971 – 21.
- 1971/1972 – 31.
- 1972/1973 – 20.
- 1973/1974 – 26.
- 1974/1975 – 58.

#### Miejsca na podium
1. Berchtesgaden – 6 stycznia 1971 (slalom) – 3. miejsce
2. Berchtesgaden – 9 stycznia 1972 (slalom) – 2. miejsce
3. Mont-Sainte-Anne – 2 marca 1973 (gigant) – 1. miejsce